# Pont-bâche
Ne doit pas être confondu avec Pont-rivière ou Pont-canal.

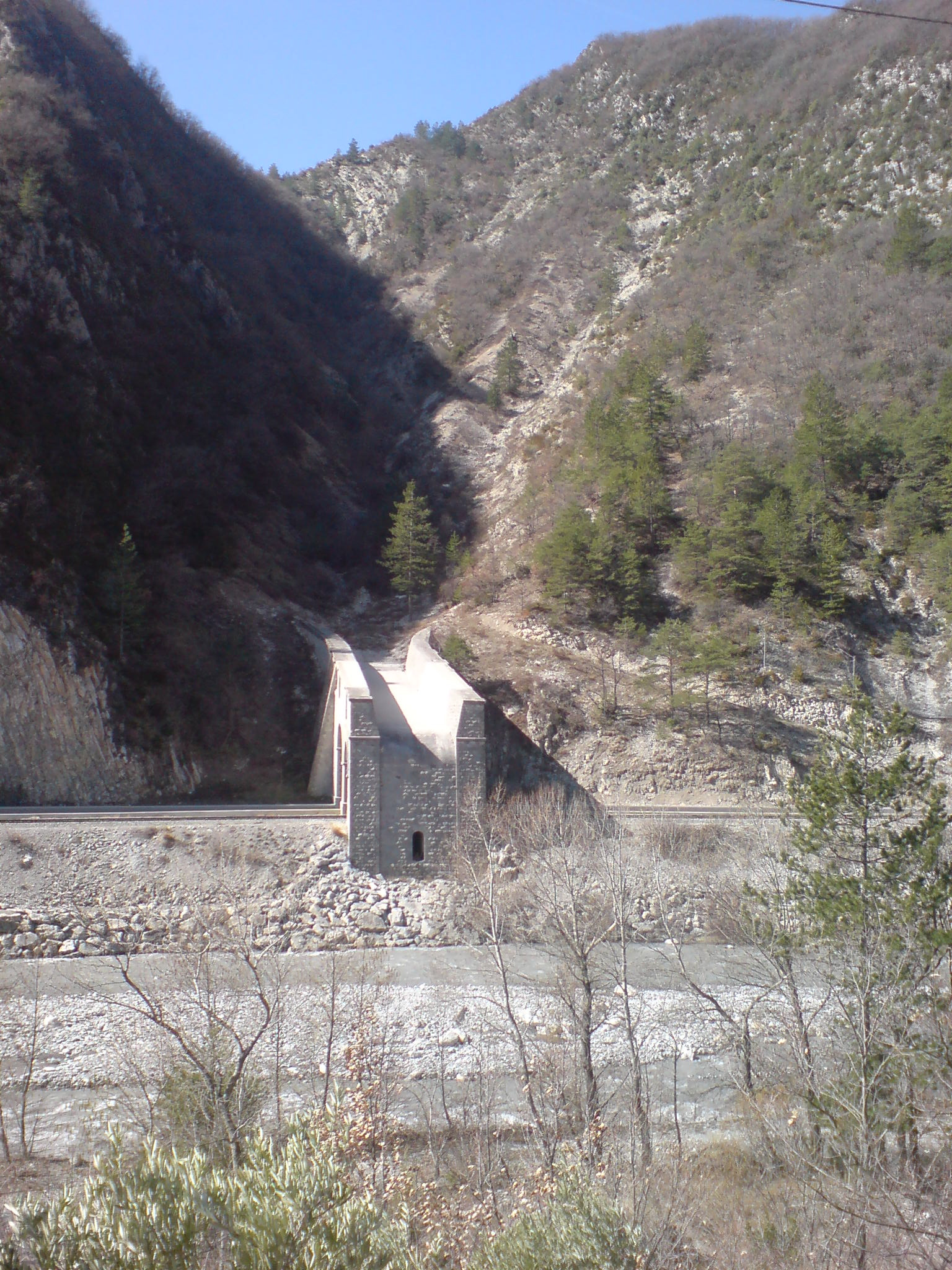
Un pont-bâche dans les Alpes-de-Haute-Provence, qui donne un débouché à un vallon sec dans le Var, par-dessus la route nationale 202 et la ligne de chemin de fer Nice-Digne.

Un pont-bâche est un type de pont faisant passer un cours d'eau intermittent au-dessus d'une voie de communication, route ou voie ferrée.
Certaines galeries pare-neige intègrent des ponts-bâches, notamment lorsqu'elles sont construites dans le fond d'un vallon.

## Exemples
Le canal du Midi est équipé de deux ponts-bâches mobiles pour le franchissement de la vallée du Libron.
Le franchissement du Libron, petit fleuve côtier aux crues aussi imprévisibles que dévastatrices, ne permettait pas la construction d'un aqueduc, étant donné la faible altitude du terrain (un à trois mètres). La rivière a été divisée en deux bras, dirigés vers deux corps de maçonneries en arcades. En période de crue, des vannes empêchent les eaux du Libron d'envahir et d'ensabler le canal. Des bâches suspendues à des chariots mobiles coulissant sur des rails se rejoignent pour former un lit artificiel au-dessus du canal ; les vannes recouvertes permettent ainsi le passage des eaux du Libron. Ces ouvrages furent réalisés par l'ingénieur Marqués de 1855 à 1858.

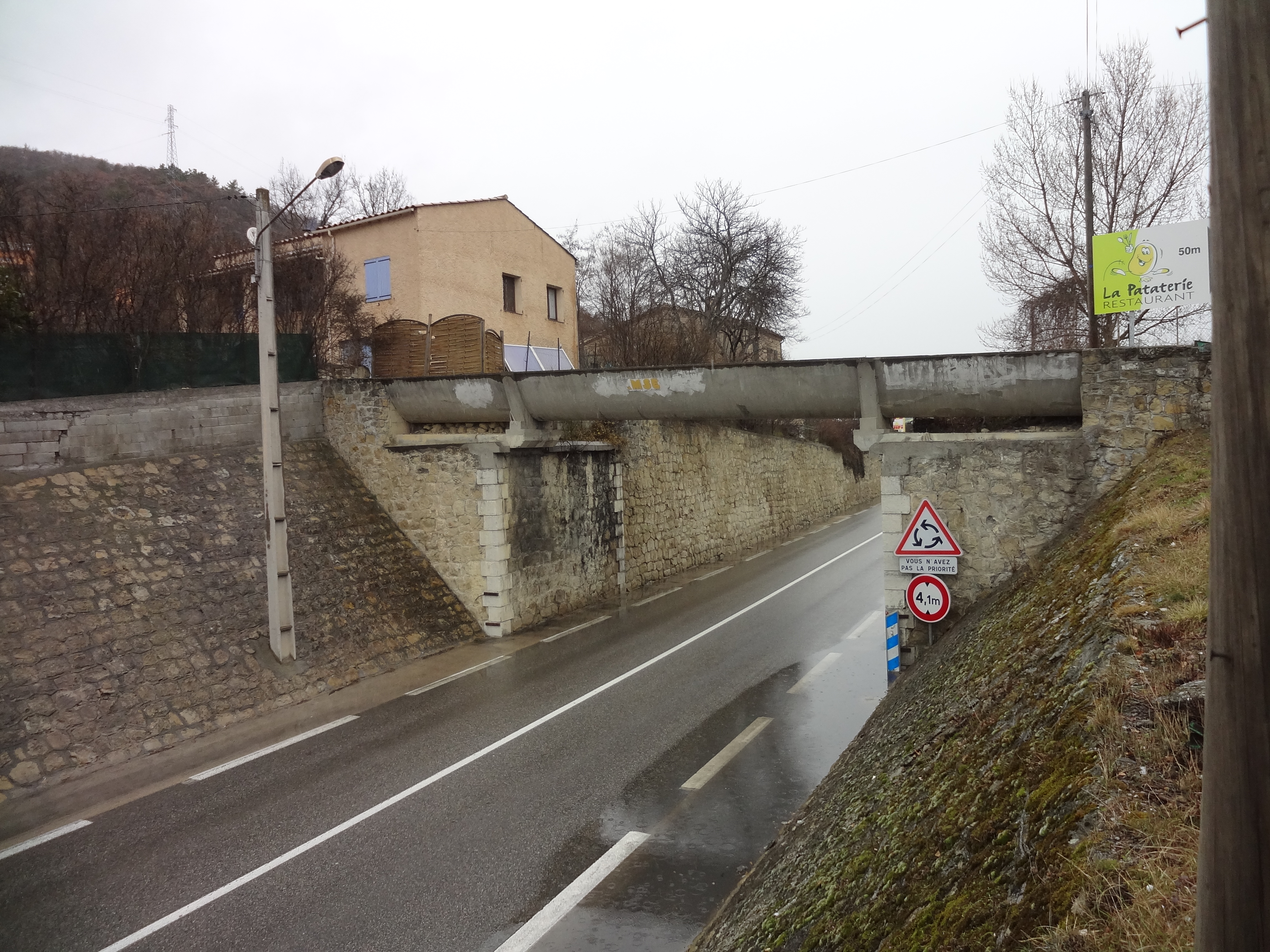
Vue du pont bâche du ravin du Pointu, à Digne-les-Bains.
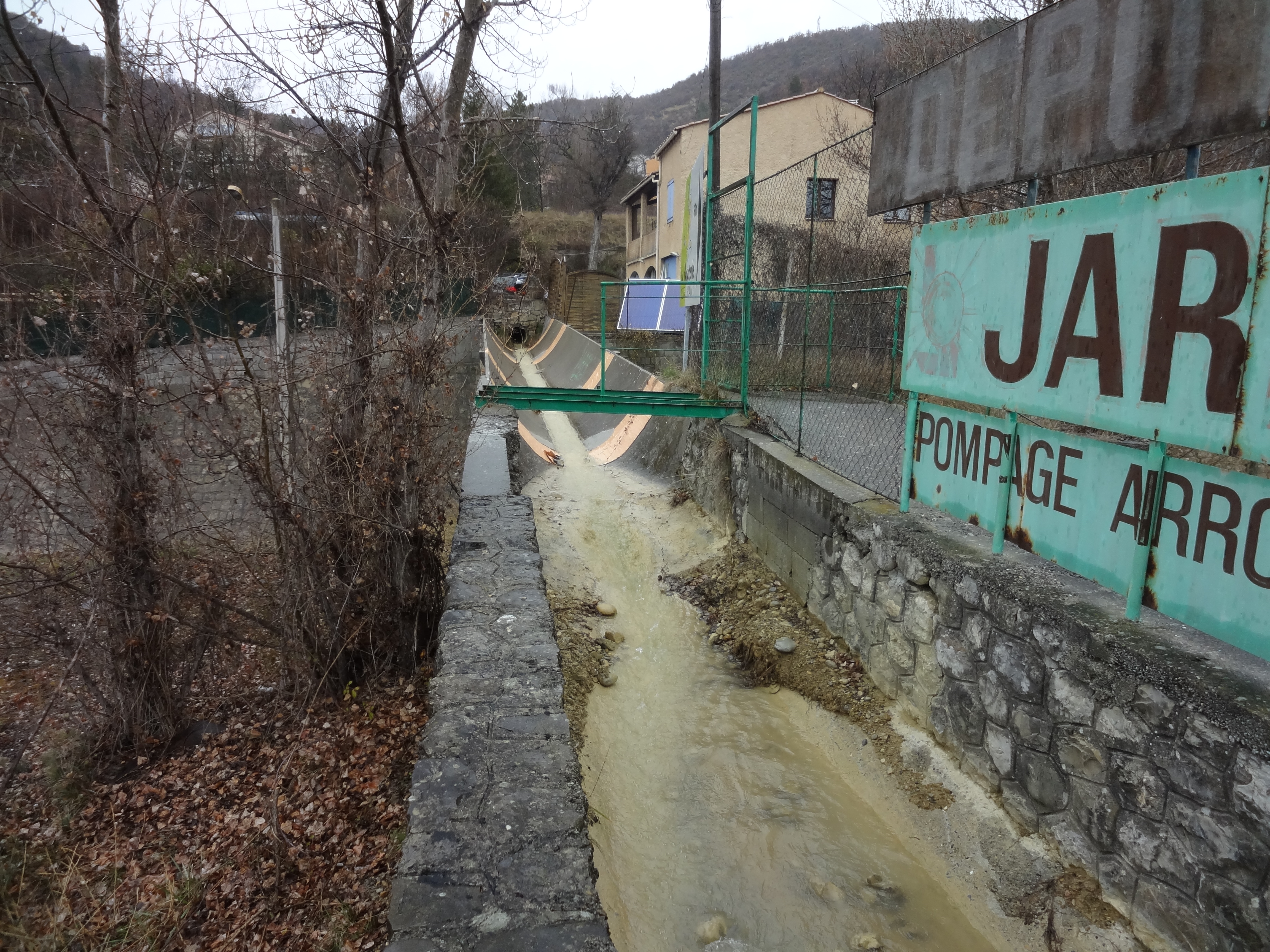
Vue du canal du pont bâche du ravin du Pointu, Digne.
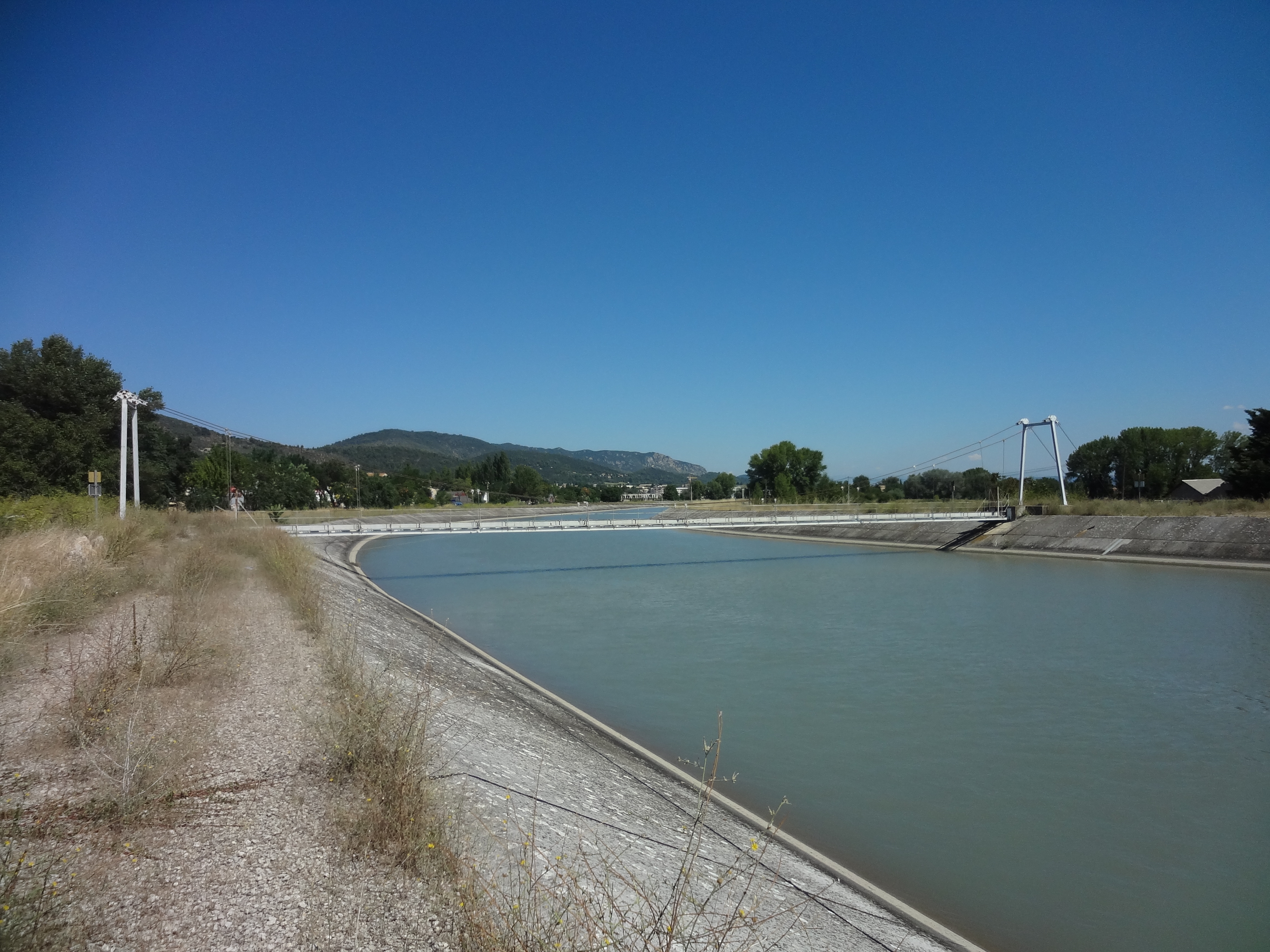
Passerelle légère-bâche pour le franchissement d’un ru intermittent au-dessus du canal usinier EDF, Manosque.